# Pierre à Colon
La Pierre à Colon ou Pierre Colon est un menhir situé à Les Sièges, dans le département de l'Yonne en France..

## Historique
La pierre est représentée sur le plan cadastral napoléonien de 1834. Elle est classée au titre des monuments historiques en 1889.

## Description
Le menhir est constitué d'un bloc de grès de 2,20 m de hauteur comportant de nombreuses et grosses alvéoles. Son nom serait synonyme de Pierre aux pigeons.